# ريكي يانغ
ريكي يانغ هو لاعب بلياردو أمريكي ‏ إندونيسي، ولد في 11 يوليو 1972.

## وصلات خارجية
- ريكي يانغ على موقع AZBilliards.com (الإنجليزية)